# Lago de Gaube
 Coordenadas : orientação de latitude inválida, deve ser "N" ou "S"
O lago de Gaube (em francês: Lac de Gaube) está situado no centro da cordilheira dos Pirenéus, no departamento dos Altos Pirenéus em França. Situado a 1 725 metros de altitude, na zona do Pont d'Espagne, comuna de Cauterets, dentro do Parque Nacional dos Pirenéus, tem origem glaciar. Avista-se dele o pico Vignemale.